# Estadi Ramat Gan
Estadi Ramat Gan (en hebreu: אצטדיון רמת גן) també conegut com a L'Estadi Nacional (en hebreu: האצטדיון הלאומי), està situat en Ramat Gan en les rodalies de Tel-Aviv, Israel.
L'edifici fou completat el 1951, va ser un projecte de l'arquitecte londinenc Ivor Shaw i és l'estadi amb major capacitat de tot el país amb capacitat per 41.583 espectadors, tots ells asseguts, i 13.370 localitzats en la tribuna oest, va ser finalitzat el 1982, alhora que tot l'estadi en general era remodelat.
El seu ús més popular és per a la pràctica del futbol, servint de llar de la Selecció de futbol d'Israel, però també està dissenyat per acollir competicions d'atletisme. Les dimensions del terreny de joc comprenen 105 m x 68 m, amb 10.500 m² de gespa i 36.000 m² de superfície total.
Entre altres coses, l'estadi està acomodat amb vestuaris, sales de juntes, sales de conferències, sales de premsa, clínica antidopatge, camps d'entrenament, cafeteries, restaurants i un pàrquing a l'aire lliure amb capacitat per 3.900 cotxes.

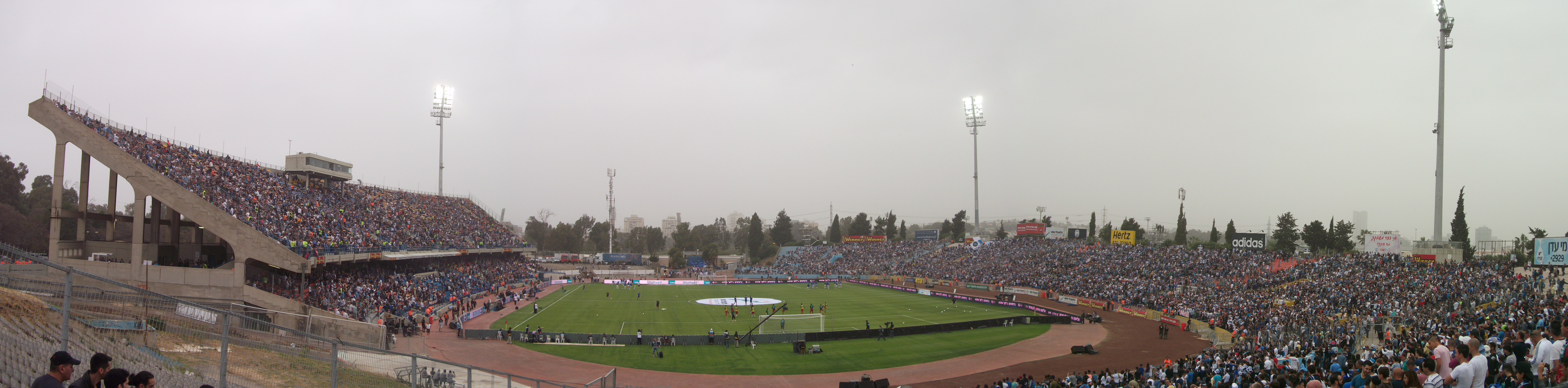
Imatge panoràmica de l'estadi.